# محمود الخالدي (سفير)
محمود أحمد الخالدي (أبو عماد؛ 1932 في حيفا – 16 أبريل 2021 في دمشق) سياسي ودبلوماسي فلسطيني وأحد أعضاء حركة فتح. كان ممثلًا لمنظمة التحرير الفلسطينية وسفيرًا لدولة فلسطين لدى سوريا بين عامي 1969 و2021.

## حياته
وُلد محمود أحمد الخالدي في حيفا عام 1932 ميلاديًا، تلقى تعليمه الابتدائي في مدرسة الشيخ محمد السباعي في مدينة حيفا، وتعليمه الإعدادي والثانوي في مدينة دمشق.

## وفاته
تُوفي الخالدي يوم الجمعة 16 أبريل 2021 ميلاديًّا، الموافق 4 رمضان 1442 هجريّا، في مستشفى يافا التابع لجمعية الهلال الأحمر الفلسطيني في مدينة دمشق إثر مضاعفات إصابته بمرض كوفيد–19 في مارس 2021. ونعاه الرئيس الفلسطيني محمود عباس وأعلن تنكيس الأعلام لمدة يوم واحد حدادًا عليه.
دُفن في مقبرة الشهداء الجديدة في مخيم اليرموك في 17 أبريل 2021.

## وصلات خارجية
- لقاء على يوتيوب مع الخالدي حول حرب النكبة